# William Kerr (Royal Navy)
William Kerr (XVII secolo) è stato un ufficiale inglese.

## Biografia
Figlio minore di Robert Kerr, I marchese di Lothian, Kerr era fratello di William Kerr, II marchese di Lothian. Il 14 maggio 1690 fu promosso capitano e posto al comando della HMS Deptford. Nel 1696 passò al comando della HMS Burlington, nello stesso anno della HMS Lenox e nel 1700 della HMS Eagle. Nel 1702 ricevette il comando della HMS Revenge.
Nominato commodoro, Kerr divenne comandante in capo della Jamaica Station nel 1706. sostituendo il comandante William Whetstone. Affamato di risorse, comprese le medicine per curare i suoi uomini, che erano malati di malattie tropicali, Kerr non fu in grado di impedire alle navi spagnole di lasciare il porto. Al suo ritorno in Inghilterra fu processato, messo sotto accusa e poi licenziato dalla Royal Navy.